# Орден «Зірка Махапутра»
Орден «Зірка Махапутра» (індонез. Bintang Mahaputra) — одна з найвищих державних нагород Індонезії за цивільні й військові заслуги.

## Статут
Нагорода була започаткована 1959 року відповідно до статті 15 Конституції Індонезії та Закону № 5 з метою заохочення громадян, які зробили видатний внесок до прогресу, статку та процвітання нації й держави, а також за заслуги у соціальній, політичній, економічній, правовій, культурній, науковій чи технологічній галузях або за заслуги, визнані на міжнародному рівні. 1972 року Законом № 4 до статуту нагороди було внесено зміни.

## Опис
Знак ордена — десятипроменева зірка. Промені зірки — почергові срібні з діамантовими гранями та позолочені двогранні зі срібними кульками на кінцях. У центрі круглий медальйон червоної емалі з позолоченою каймою, що складається з двох гілочок: рисової та бавовняної. У медальйоні десятипроменева сяюча зірка, на яку нанесено напис — «MAHAPUTERA»
Знак ордена кріпиться до орденської стрічки за допомогою кільця. Зірка ордена аналогічна до знака, але більшого розміру. Стрічка ордена червоного кольору з жовтими смугами, кількість і товщина яких залежить від класу ордена.

## Ступені
Орден має п'ять класів:
- Кавалер першого класу (індонез. Bintang Mahaputra Adipurna) — знак ордена на плечовій стрічці й зірка на лівому боці грудей.
- Кавалер другого класу (індонез. Bintang Mahaputra Adipradana) — знак ордена на плечовій стрічці й зірка на лівому боці грудей.
- Кавалер третього класу (індонез. Bintang Mahaputra Utama) — знак ордена на шийній стрічці й зірка на лівому боці грудей.
- Кавалер четвертого класу (індонез. Bintang Mahaputra Pratama) — знак ордена на шийній стрічці.
- Кавалер п'ятого класу (індонез. Bintang Mahaputra Nararya) — знак ордена на шийній стрічці.

| Орденские планки                 | Орденские планки                   | Орденские планки               | Орденские планки                   | Орденские планки                |
| -------------------------------- | ---------------------------------- | ------------------------------ | ---------------------------------- | ------------------------------- |
| Кавалер першого класу (Adipurna) | Кавалер другого класу (Adipradana) | Кавалер третього класу (Utama) | Кавалер четвертого класу (Pratama) | Кавалер п'ятого класу (Nararya) |
|                                  |                                    |                                |                                    |                                 |
|                                  |                                    |                                |                                    |                                 |